# Seobe keltskih Britanaca
Seoba keltskih Britanaca bio je migracijski proces. U 3. i 4. stoljeću ta su keltska plemena odselila u različite dijelove Rimskog Carstva, među kojima je Galija, ili današnja Francuska, gdje je njihov utjecaj bio vrlo kratkotrajan.
Dok je trajala po Europi seoba naroda, zbivale su se seobe keltskih Britanaca na poluotok Armoriku (Bretanja i Normandija u suvremenoj Francuskoj): prva oko 383. tijekom rimske vlasti, a također oko 460. i 540-ih i 550-ih; za migraciju 460-ih smatralo se da je reakcija na borbe tijekom anglosaske pobune između 450. do 500., kao i migracija u Britoniju, današnju Galiciju u sjeverozapadnoj Španjolskoj u isto vrijeme. Povjesničar Peter Hunter-Blair isticao je što se danas smatra anglosaskim dolaskom u Britaniju. Predložio je tezu o masovnom useljavanju, borbama i istiskivanju poslijerimskih Britanaca s njihove zemlje na zapadne krajeve otoka te na poluotoke Bretanju i Iberiju.